# Arnold Buss
Arnold Herbert Buss, né le 7 août 1924 à Brooklyn et mort le 26 juin 2021 à West Orange, est un professeur émérite de psychologie à l'université du Texas à Austin, connu pour ses travaux sur l'agressivité, le tempérament, la conscience de soi et la timidité,,.

## Biographie
Buss a obtenu son baccalauréat de l'université de New York en 1947 après avoir servi comme médecin dans l'armée américaine pendant la Seconde Guerre mondiale et a obtenu son doctorat de l'université de l'Indiana à Bloomington en 1952. Il a travaillé comme chargé de cours à l'université de l'Iowa de 1951 à 1952, puis a été psychologue en chef à l'hôpital Larue D. Carter Memorial de 1952 à 1957. Il a été professeur à l'université de Pittsburgh de 1957 à 1965 et professeur à l'université Rutgers de 1965 à 1969. Il a rejoint la faculté de l'université du Texas à Austin en 1969 en tant que professeur titulaire et a pris sa retraite en 2008,.

## Travaux

### Livres
- Buss, Arnold (1961). La Psychologie de l'agression. New York : Wiley.
- Buss, Arnold (1966). Psychopathologie. New York : Wiley.  (ISBN 9780471126423).
- Buss, Arnold (1969). Théories de la schizophrénie. New York : Wiley.
- Buss, Arnold (1973). Psychologie - L'homme en perspective. New York : Wiley.
- Buss, Arnold ; Plomin, Robert (1975). Une théorie du tempérament du développement de la personnalité. New York : Wiley-Interscience.
- Buss, Arnold (1978). Psychologie - Comportement en perspective. New York : Wiley.  (ISBN 9780471126461).
- Buss, Arnold (1980). Conscience de soi et anxiété sociale. San Francisco (Californie) : Freeman.
- Buss, Arnold ; Plomin, Robert (1984). Tempérament : traits de personnalité en développement précoce. Hillsdale (New Jersey) : Erlbaum.
- Buss, Arnold (1986). Comportement social et personnalité. Hillsdale (New Jersey) : Erlbaum.
- Buss, Arnold (1988). Personnalité : héritage évolutif et particularité humaine. Hillsdale (New Jersey) : Erlbaum.
- Buss, Arnold (1995). Personnalité : tempérament, comportement social et soi. Needham Heights (Massachusetts) : Allyn et Bacon.
- Buss, Arnold (2001). Dimensions psychologiques du soi. Thousand Oaks (Californie) : Sage.
- Buss, Arnold (2008). Correspondance de personnalité et inadéquation dans la famille. Austin (Texas) : Livres de bus.
- Buss, Arnold (2011). Voies vers l'individualité : évolution et développement des traits de personnalité. Washington : Association américaine de psychologie.